# Либман, Фредерик Микаель
Фредерик Микаель Либман (дат. Frederik Michael Liebmann; 10 октября 1813, Хельсингёр, — 29 октября 1856, Копенгаген) — датский ботаник.

## Биография
Фредерик Микаель Либман родился 10 октября 1813 года. Учился ботанике в Копенгагенском университете. В 1835 и 1836 годах Либман отправлялся на экспедиции в Германию и Норвегию. С 1840 по 1845 год Либман путешествовал по Мексике и Кубе. После возвращения в Данию Копенгагенский университет присвоил ему степень профессора ботаники.
С 1845 по 1852 год Либман был одним из издателей «Флоры Дании» (Flora Danica).
Фредерик Микаель Либман умер 29 октября 1856 года.